# Prugovac
Prugovac es una localidad de Croacia situada en el municipio de Kloštar Podravski, en el condado de Koprivnica-Križevci. Según el censo de 2021, tiene una población de 586 habitantes.

## Demografía
| Gráfica de población de Prugovac 1857-2021                          |
|                                                                     |
| Según los censos de población de la Oficina de Estadísticas Croata. |